# Frici, a vállalkozó szellem
A Frici, a vállalkozó szellem (Mai magyar népmese) 1993-ban bemutatott 30 részes magyar vígjátéksorozat, Seregi Zoltán rendezésében, Körmendi János és Borbiczki Ferenc főszereplésével. A Lakiteleki Népfőiskola Alapítvány távoktatási programjának filmsorozata az egyéni vállalkozásról. A jeleneteket jelentős részét a Pest megyei Tatárszentgyörgyön vették fel. A sorozatot 2016-ban elkezdte ismételni az M3 retrocsatorna.

## Alaptörténet
Gergely István három éve megözvegyült, kisfiát egyedül neveli. Amikor elveszíti az állását, hazaköltözik szülőfalujába, Pogányszentgyörgyre, hogy pékséget nyisson. A városi lakás árából régi, felújítandó házat vásárol, majd nekilát a ház felújításának. A házban megtalálja az előző tulajdonos dédnagyapjának, Fricinek a fényképét, aki megszólítja őt. Frici ellátja tanácsokkal Istvánt, miképp tudja vállalkozását megvalósítani a rendszerváltás utáni Magyarországon. A faluban sokan segítik, sokan bolondnak tartják Istvánt az elhatározása miatt. De István nem olyan ember, aki csak úgy feladja álmait.

## Szereplők
- Körmendi János (Frici)
- Borbiczki Ferenc (Gergely István)
- Csató Máté (Isti, István fia)
- Horváth Teri (Mama)
- Székely B. Miklós (Gergely Pali, István bátyja)
- Pásztor Edina (Zsóka, Pali felesége)
- Bakó Márta (Bori néni)
- Lengyel Erzsi (Rozi néni)
- Götz Anna (Tóth Éva, a boltos)
- Kubik Anna (Virágh Piri, a tanítónő)
- Sinkovits Imre (Tibor atya)
- Kádár Flóra (Mariska néni, a plébániai segítő)
- Fekete Tibor (Gyula bácsi, a volt tanító)
- Bitskey Tibor (Doktor)
- Petrik József (Józsi, a falu bolondja)
- Kiss Jenő (Lipák Jenő, revizor)
- Konrád Antal (Lovász)
- Kisfalussy Bálint (Gyuri, a kocsmáros)
- Kibédi Ervin (Kornél bácsi, Gyuri nagybátyja)
- Völgyi Melinda (pincérnő)
- Hunyadkürti István (Béla, a postás)
- Nyertes Zsuzsa (Zsuzsa, a postáskisasszony)
- Csala Zsuzsa (Duci, postavezető)
- Laklóth Aladár (Lakatos Kálmán)
- Radó Denise (Sári, Kálmán felesége)
- Szilágyi István (Pityi, kenyérfuvaros)
- Kovács István (Zoli, mérnök)
- Horányi László (Kerekes Anti, István barátja)
- Bodrogi Gyula (Schultz Róbert, osztrák üzletember)
- Sinkovits-Vitay András (ügyvéd)
- Pathó István (Kemecsei Géza, patikus)
- Rajhona Ádám (Sándor, polgármester)
- Ujlaki Dénes (Szabó 14. Lajos, rendőr-főtörzsőrmester)
- Fekete András (Károly bácsi)
- Bódis Irén (Juliska néni)
- Turay Ida (Ilka néni)
- Szlama Imre (János bácsi)
- Kenderesi Tibor (Halápi TSz-elnök)
- Agárdy Gábor (Teszéri Ferenc báró)
- Szombathy Gyula (Iván)
- Újvári Zoltán (Kocsorán Dezső)
- Dóczy Péter (Karcagi Péter)
- Székhelyi József (ócskás)
- Körtvélyessy Zsolt (Derék felügyelő)
- Szirtes Gábor (Hári őrmester)
- Bánffy György (erdész)
- Halász László (Müller, pék)
- Mányai Zsuzsa (Jolánka)
- Stenczer Béla (pék I.)
- Németh László (pék II.)
- Ambrus András (Bandi bácsi, bizottsági elnök)
- Vay Ilus (Aranka)
- Huszár László (ellenőr)
- Farkasinszky Edit (ellenőr)
- Martin Márta (cigányasszony)
- Fábián Enikő (cigányasszony)
- Verebély Iván (anyakönyvvezető)
- Tanai Bella (bankár)
- Simon György (sörfőző mester)
- Éless Béla (látogató)
- Bán Zoltán (eladó)
- Incze József (eladó/tanácsadó)
- Báró Anna (Zsuzsa anyja)
- Kozák László (Zsuzsa apja)
- Rosta Sándor (elektromos-művek munkatársa)
- Zalányi Gyula (Telepesi Béla)
- Mohai Gábor (Mesélő/bemondó)